# Poble de la Llibertat
El Poble de la Llibertat (italià: Il Popolo della Libertà, PdL) va ser un partit polític italià de centredreta, amb referents democratacristians i liberals, constituït oficialment el 28 de febrer de 2007 arran d'un discurs de Silvio Berlusconi a la Piazza San Babila de Milà el 18 de novembre 2007, i amb la qual es presentà a les eleccions legislatives italianes de 2008. La llista era formada per Forza Italia i Alleanza Nazionale, coaligats amb Lliga Nord i Moviment per l'Autonomia. La idea és una continuació del Pol de les Llibertats, amb el qual es presentà a les eleccions legislatives italianes de 2001, i de la Casa de les Llibertats, amb el qual es presentà a les de 2006. La idea és la de formar un gran partit unitari de centredreta, per al qual havia arribat a un acord amb AN, però no amb UDC i Lliga Nord. El nom de la coalició recull el projecte  de Michela Vittoria Brambilla de crear el Partit de la Llibertat.

## Formació
El 18 de novembre de 2007 Forza Italia va dur una campanya per a convocar eleccions anticipades anomenada rivoluzione del predellino, i s'integra en un nou moviment, anomenat Poble de la Llibertat. El 27 de març de 2008 fa assemblea constituent, on s'aprova el programa Rialza Italia, i anuncia el propòsit de portar una llista única de centredreta per a les eleccions legislatives italianes de 2008. FI es dissol i s'hi integra i s'hi adhereixen el febrer de 2008 AN, Acció Social i Populars Liberals de Carlo Giovanardi, acord Berlusconi-Fini. Lliga Nord i MPA li exigeixen mantenir la respectiva identitat del partit. UDC i la Destra decideixen presentar-se en solitari. Les eleccions foren molt mediatitzades pels mitjans televisius, però no s'arribà a l'esperat duel televisiu Berlusconi-Veltroni, cap de la Sinistra-l'Arcobaleno.
La coalició va guanyar les eleccions del 2008, amb el 46,8 1% de vots a la Cambra dels Diputats i el 47,32% al Senat per a la coalició centredreta, d'ells 37,39% i 38,17% per a PdL, qui amb la Lliga Nord i el MPA formaria la nova majoria a la cambra. El president de la Cambra és Gianfranco Fini i el del Senat Renato Schifani, i presidents del grup parlamentari Fabrizio Cicchitto i Maurizio Gasparri. Del nou govern, 17 són PdL (21). L'11 de maig de 2008 Fini deixa la presiència d'AN a Ignazio la Russa per tal de guiar a confluència el PdL a començaments de 2009.

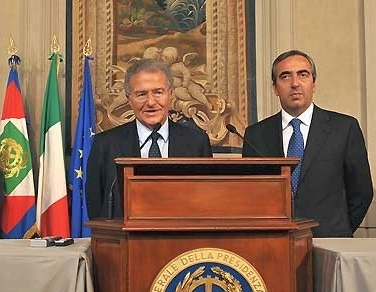
Els portaveus del Poble de la Llibertat a les Cambres del Parlament Italià.

A nivell europeu, mantenen Forza Italia en el Partit Popular Europeu, AN a Unió per l'Europa de les Nacions i el Partit dels Pensionistes als Demòcrates Europeus.

## Partits adherits
- Forza Italia (amb Circoli della Libertà, Circoli del Buongoverno, Circoli de L'Opinione, Decidere!) (55+9=64)
- Alleanza Nazionale (30+3=33)
- Democràcia Cristiana per les Autonomies (3)
- Populars Liberals (3)
- Nou PSI (2)
- Azione Sociale (1)
- Partit Republicà Italià (1)
- Riformatori Liberali (1)
- Partit dels Pensionistes (1)
- Italiani nel Mondo (1)
- Democrazia Cristiana (1)
- Federació dels Cristians Populars (1)
- Destra Libertaria (1)
- Lamberto Dini (1)

## Resultats electorals

### Parlament Italià
| Any  | Líder             | Cambra dels Diputats | Cambra dels Diputats | Cambra dels Diputats | Cambra dels Diputats | Cambra dels Diputats | Senat de la República | Senat de la República | Senat de la República | Senat de la República | Senat de la República |
| Any  | Líder             | Vots                 | %                    | Diputats             | +/–                  | Pos.                 | Vots                  | %                     | Senadors              | +/–                   | Pos.                  |
| ---- | ----------------- | -------------------- | -------------------- | -------------------- | -------------------- | -------------------- | --------------------- | --------------------- | --------------------- | --------------------- | --------------------- |
| 2008 | Silvio Berlusconi | 13,629,096           | 37.4                 | 276 / 630            | Nou                  | 1r                   | 12,678,790            | 38.0                  | 146 / 315             | Nou                   | 1r                    |
| 2013 | Silvio Berlusconi | 7,332,667            | 21.6                 | 98 / 630             | 178                  | 3r                   | 6,829,135             | 22.3                  | 98 / 315              | 47                    | 3r                    |

### Parlament Europeu
| Any  | Líder             | Vots       | %    | Escons  | +/– | Grup |
| ---- | ----------------- | ---------- | ---- | ------- | --- | ---- |
| 2009 | Silvio Berlusconi | 10,807,794 | 35.3 | 29 / 72 | Nou |      |

## Grups parlamentaris del PdL

### Cambra dels Diputats
| XVI legislatura |
| --------------- |
| 276 diputats    |

### Senat d'Itàlia
| XVI legislatura |
| --------------- |
| 146 senadors    |